# 駐日エストニア大使館
駐日エストニア大使館（エストニア語: Eesti suursaatkond Jaapanis、英語: Embassy of Estonia in Japan）は、エストニアが日本の首都東京に設置している大使館である。在東京エストニア大使館（エストニア語: Eesti suursaatkond Tōkyōs、英語: Embassy of Estonia in Tokyo）とも。
1991年9月6日、日本がエストニアの独立を承認。1991年10月10日に両国間の外交関係が樹立され、1996年9月に大使館が開設された。

## 所在地
| 日本語 | 〒150-0001 東京都渋谷区神宮前2-6-15           |
| 英語   | 2-6-15, Jingu-mae, Shibuya-ku, Tokyo 150-0001 |

## 大使
2023年10月5日より、マイト・マルティンソンが特命全権大使を務めている。